# Râul Bodrog
Bodrog este un râu din estul Slovaciei și nord-estul Ungariei, afluent al Tisei. Bodrogul se formează prin confluența râurilor Ondava⁠(d) și Latorița lângă satul Zemplin în estul Slovaciei. Ea traversează frontiera slovaco-maghiară în zona satelor Felsőberecki (lângă Sátoraljaújhely) în Ungaria, și Streda nad Bodrogom în Slovacia, unde se află și cel mai jos punct al acestei țări (94.3 m d.m.), și continuă să curgă prin județul maghiar Borsod-Abaúj-Zemplén, până la confluența cu râul Tisa, în Tokaj. Un oraș pe malurile sale este Sárospatak, Ungaria.
Lungimea sa este de 67 km (15 în Slovacia, 52 în Ungaria). Bazinul hidrografic are 13.579 km² din care 972 km² în Ungaria. Râul este bogat în pește.